# Каспар ван Гілтен
Каспар ван Гілтен (до 1583 — бл. 1623) — нідерландський видавець. Був редактором і видавцем першої голландської газети «Courante uyt Italien, Duytslandt, &c» («Поточні події з Італії, Німеччини тощо»), яка друкувалася в Амстердамі з 14 червня 1618 року. Перш ніж стати видавцем, він був прес-офіцером армії Моріса Нассауського,. Його син Ян ван Гілтен (бл. 1603—1655) народився в Гамбурзі, мабуть, коли Каспар був там прес-офіцером.
Ван Гілтен був не лише видавцем, але й книгарем. Після його смерті в 1622 або 1623 роках справу продовжив Ян, який вперше почав регулярно видавати щотижневу газету того самого дня тижня (в суботу). У 1649 році книгарня Яна ван Гілтена була розташована на вулиці Beursstraat в будинку, який називався (In) де geborduuerde Handtschoen («У Вишитих рукавичках»).